# Vigselbevis
Vigselbevis är en handling där prästen eller vigselförrättaren intygar att vigseln är genomförd. Detta gäller inte juridiskt, utan kan ses som ett minne från vigseln. Detta överlämnas direkt till brudparet efter vigseln.
Efter att vigselförrättaren rapporterat vigseln till lokala skattemyndigheten är den juridiskt gällande.
- Wikimedia Commons har media som rör Vigselbevis.